# Desarenador

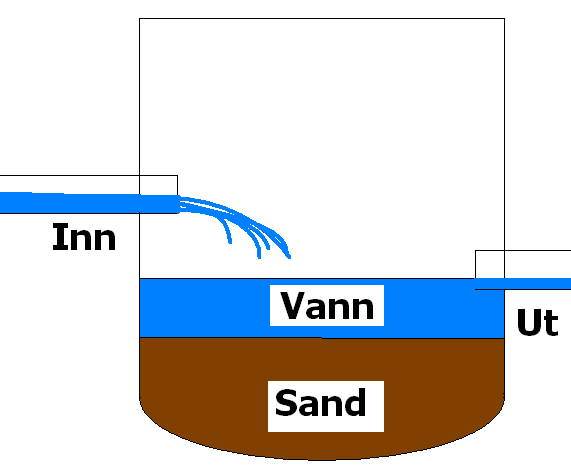
Figura del comportament d'un parany desarenador.

Un desarenador és una estructura dissenyada per a retenir la sorra que porten les aigües utilitzades o les aigües superficials a fi d'evitar que ingressin, al canal d'aducció, a la central hidroelèctrica o al procés de tractament, i ho obstaculitzin creant seriosos problemes.
Existeixen diversos tipus de desarenadors, els principals són: 
- Desarenador Longitudinal;
- Desarenador de vòrtex.

## Desarenador longitudinal
El seu funcionament es basa en la reducció de la velocitat de l'aigua i de les turbulències, permetent així que el material sòlid transportat en suspensió es dipositi en el fons, d'on és retirat periòdicament.
Normalment es construeixen dues estructures paral·leles, per a permetre la neteja d'una de les estructures mentre l'altra està operant.